# Takács Gábor (filmrendező)
Takács Gábor (Budapest, 1928. szeptember 21. – 2006. április 29.) magyar filmrendező.

## Életpályája
1947-1951 között a Színház- és Filmművészeti Főiskola filmrendező szakán tanult. 1950-től rendezőasszisztens volt. 1950-1957 között a Magyar Filmhíradóban, 1957-1958 között pedig a Budapest Stúdióban a játékfilmek forgatócsoportjában rendezőként dolgozott. 1958-1970 között a Népszerű Tudományok Filmstúdió, 1970-től pedig a Katonai Filmstúdió munkatársa volt.

## Filmjei
- Aranymetszés (1963)
- Térábrázolás a festészetben (1965)

## Díjai
- Balázs Béla-díj (1963)
- Érdemes művész (1987)